# Landasberg
Der Weiler Landasberg ist ein Ortsteil und eine  Gemarkung der Gemeinde Haibach im niederbayerischen Landkreis Straubing-Bogen.

## Lage
Der Weiler liegt am Westhang des Bergrückens von Edenberger Riegel und Hohenstarl etwa zwei Kilometer südlich von Haibach und etwa ebenso weit entfernt östlich von Haselbach.

## Geschichte
Lantoltsperg war seit dem frühen Mittelalter Sitz eines Schergenamtes (Untergericht) des Pfleggerichts Mitterfels und anschließend eine selbstständige Landgemeinde. Im Jahr 1867 zählte die Gemeinde 289 Einwohner. Erst mit der Gebietsreform in Bayern kam sie am 1. Januar 1971 zu Haibach.

### Ortsteile der ehemaligen Gemeinde Landasberg
| - Bonholz - Buchet - Landasberg - Leimbühlholz | - Obernebling - Schmidberg - Semmersdorf |

## Kirche St. Johannes der Täufer

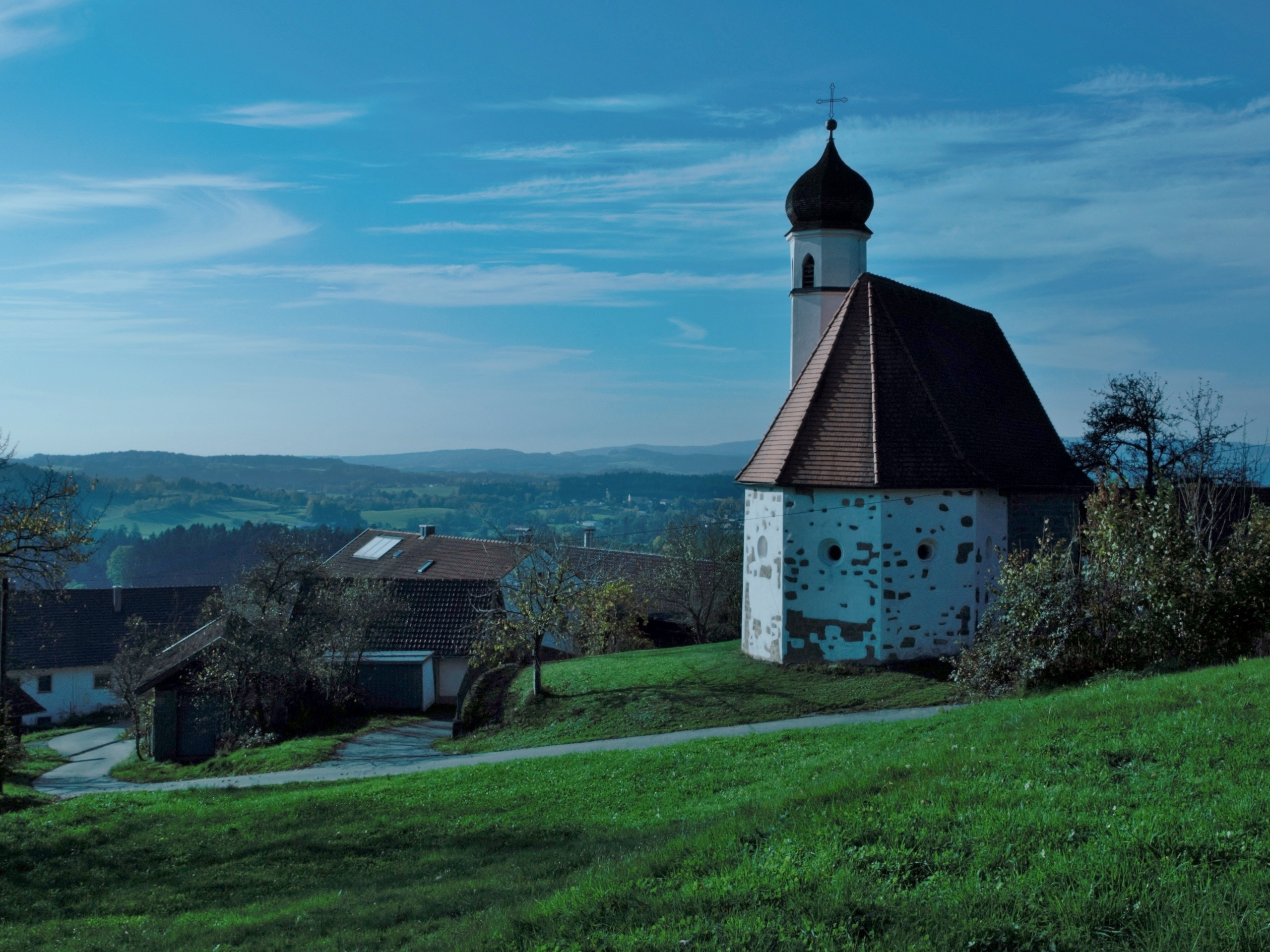
Sankt Johannes der Täufer

Die aus unregelmäßigen Granitquadern erbaute Kirche St. Johannes der Täufer ist eine Filialkirche der Pfarrei Haibach. Sie hat ein etwa aus dem 12. Jahrhundert stammendes romanisches Langhaus und einen barocken Chor aus dem 17. Jahrhundert. Das Langhaus ist flachgedeckt, der Turm achteckig. Im Inneren befinden sich eine interessant verzierte spätgotische Kanzel und gotische Figuren der Heiligen Bartholomäus und Philippus, beide um 1400, sowie eine Barockfigur des hl. Andreas um 1650. Der Kreuzweg besteht aus Hinterglasmalereien des 18. Jahrhunderts.
Beachtenswert sind vor allem die Fresken an den beiden Langhauswänden aus dem 13. Jahrhundert. An der Nordostwand findet sich eine Darstellung des „Lebenden Kreuzes“; das Fresko an der Südwestwand stellte wahrscheinlich die Geburt Christi dar, wurde jedoch durch ein erst in der Barockzeit eingelassenes Fenster weitgehend zerstört.

## Baudenkmäler
Siehe: Liste der Baudenkmäler in Landasberg

## Bodendenkmäler
Siehe: Liste der Bodendenkmäler in Haibach (Niederbayern)